# Tantillulum molle
Tantillulum molle is een zakpijpensoort uit de familie van de Cionidae. De wetenschappelijke naam van de soort werd in 1984 voor het eerst geldig gepubliceerd door het echtpaar Claude en Francoise Monniot.